# Saleh al-Haddad
Pour les articles homonymes, voir Haddad.
Saleh Abdelaziz al-Haddad (en arabe : صالح عبدالعزيز الحداد, né le 7 avril 1986) est un athlète koweïtien, spécialiste du saut en longueur.

## Carrière
Il détient les records du Koweït, avec 7,94 m en salle (2014) et de 8,02 m, obtenu en 2009. Il remporte le titre des Championnats panarabes d'athlétisme 2015 en 7,96 (vent favorable).

## Palmarès
| Date | Compétition            | Lieu  | Résultat | Marque |
| ---- | ---------------------- | ----- | -------- | ------ |
| 2007 | Championnats panarabes | Amman | 3e       | 7,70 m |
| 2011 | Jeux panarabes         | Doha  | 1er      | 7,83 m |